# Oskar von Bülow

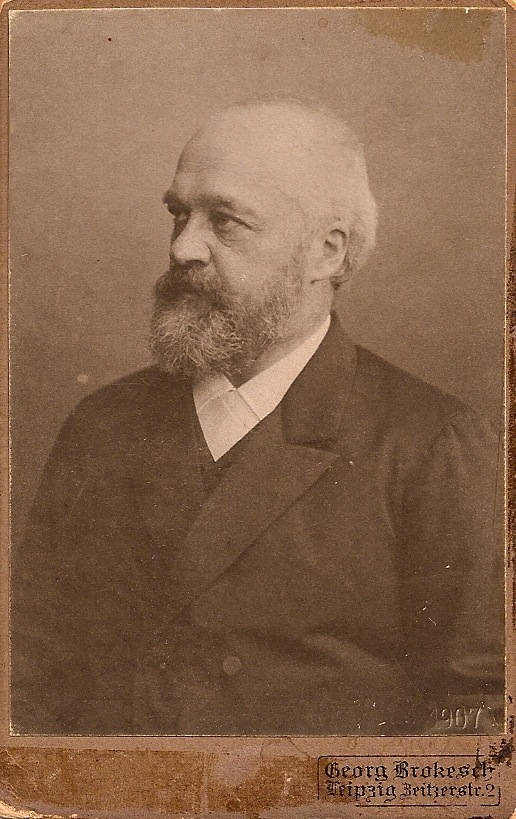
Oskar von Bülow.

Oskar von Bülow (Breslavia, 11 de septiembre de 1837 – Heidelberg, 19 de noviembre de 1907) fue un jurista alemán. Fue uno de los mayores expertos en Derecho procesal civil de su época. Desde 1867 fue profesor asociado en la Universidad de Giessen y obtuvo la cátedra de Derecho romano y Derecho procesal civil.
En el siglo 20 surge el procesalismo científico que da sus primeros pasos con la publicación en Alemania en 1868 de una obra cuyo autor es Óscar Vonn Bullow que escribió la teoría de las excepciones y presupuestos procesales en las que se elabora una doctrina de derecho procesal aplicable a todos los juicios y que marca el comienzo de la ciencia procesal respecto de las otras ramas de las ciencias jurídica.